# Muhammadiyah

Logo Muhammadiyah

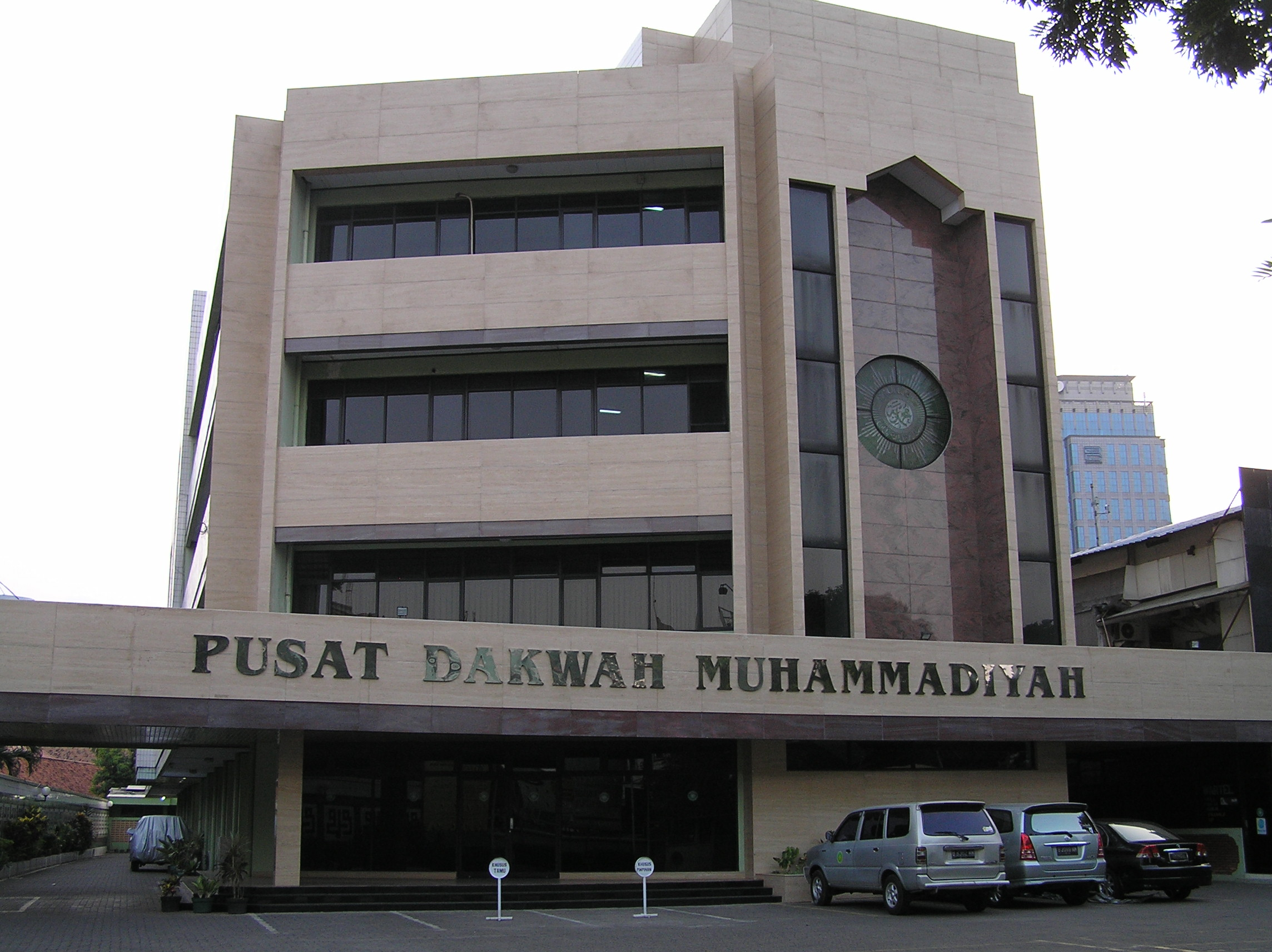
Hauptniederlassung der Muhammadiyah in Jakarta; Pusat Dakwah bedeutet so viel wie "Da'wa-Zentrum"

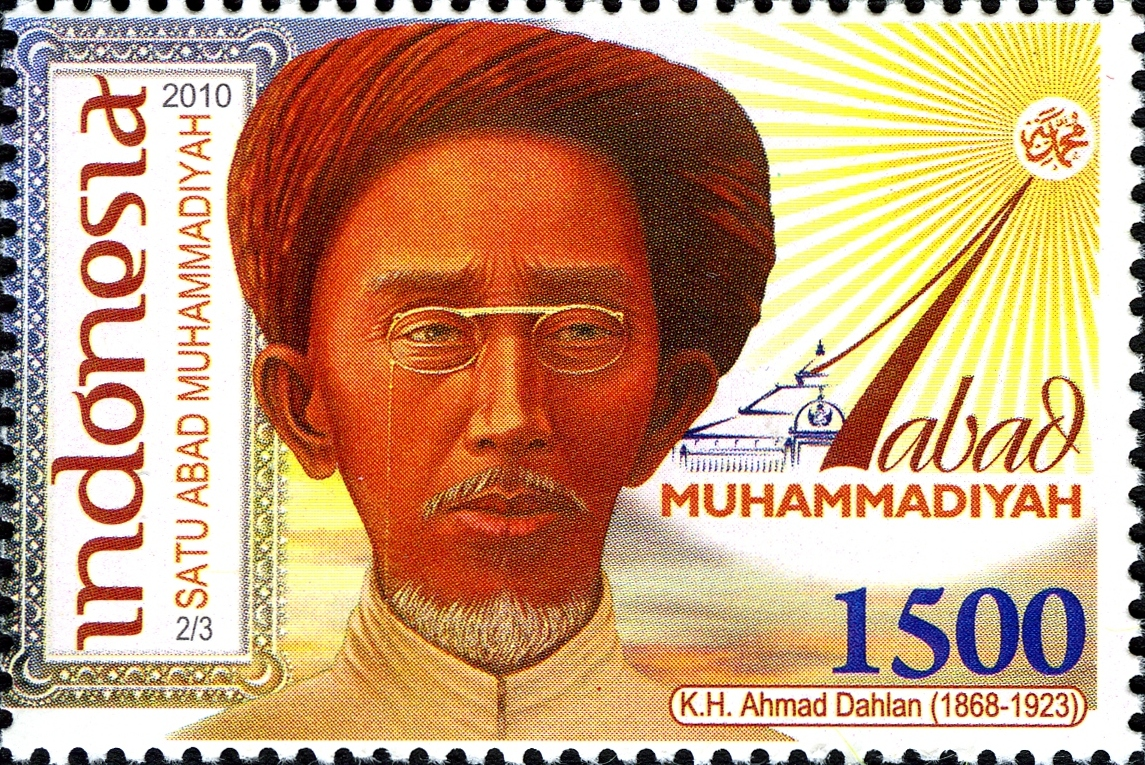
Die indonesische Sonderbriefmarke von 2010 zeigt den Muhammadiyah-Gründer Ahmad Dahlan.

Muhammadiyah (arabisch: „Anhänger des Mohammed“, voller Name: Persyarikatan Muhammadiyah) ist eine islamische Organisation in Indonesien. Sie wurde 1912 von Ahmad Dahlan (1868–1923) in der Stadt Yogyakarta als salafistische, reformistische religiös-soziale Bewegung gegründet und vertritt das Prinzip des Idschtihād, also die individuelle Interpretation des Koran und der Sunna – als Gegenstück zum Taqlid, wo die von den Ulama vorgelegten traditionellen Interpretationen akzeptiert werden müssen.
Mit ca. 30 Millionen Mitgliedern ist sie derzeit nach der Nahdatul Ulama die zweitgrößte islamische Organisation Indonesiens. Obwohl Führer und Mitglieder der Muhammadiyah oftmals aktiv am politischen Geschehen im Land beteiligt sind und die Organisation als einflussreich gilt, ist sie keine politische Partei; sie widmet sich sozialen, karitativen und erzieherischen Aktivitäten.

## Geschichte
Am 18. November 1912 gründete Ahmad Dahlan, ein Hofbeamter des Kraton von Yogyakarta und ein in Mekka ausgebildeter Muslimgelehrter, die Muhammadiyah in Yogyakarta. Die Motivierung für die Gründung war der weitverbreitete Synkretismus in der indonesischen, und insbesondere javanesischen, muslimischen Gesellschaft. Ahmad Dahlan, der im Zeichen des ägyptischen Reformisten Muhammad Abduh stand, betrachtete diese Praktiken als Zeugnis von Schirk und Götzenverehrung. Daher hat sich die Muhammadiyah seit ihren Anfängen mit der Wahrung des Prinzips des Tauhīd und mit der Weiterentwicklung des Monotheismus in der Gesellschaft befasst.
Zwischen 1913 und 1918 gründete die Muhammadiyah fünf islamische Schulen, im Jahr 1919 wurde eine islamische Hochschule, die Hooge School Muhammadiyah, gegründet.
Im Jahr 1925, zwei Jahre nach dem Tod des Gründers Dahlan, hatte die Muhammadiyah 4.000 Mitglieder, und hatte 55 Schulen und zwei Kliniken in Surabaya und Yogyakarta erbaut. Nachdem der Reformer Abdul Karim Amrullah die Muhammadiyah bei der dynamischen muslimischen Gemeinde der Minangkabau eingeführt hat, entwickelte sich die Organisation rapide. Im Jahr 1938 hatte die Organisation 250.000 Mitglieder und verwaltete 834 Moscheen, 31 Bibliotheken, 1.774 Schulen und 7.630 Ulama. Händler der Minangkabau verbreiteten die Organisation über ganz Indonesien.

## Lehre
Die zentrale Lehre der Muhammadiyah ist der sunnitische Islam; der Hauptfokus der Bewegung liegt allerdings darauf, den Sinn der Menschen für moralische Verantwortlichkeit zu erhöhen und ihren Glauben in Richtung des wahren Islams zu reinigen. Sie betonen die Autorität des Koran und der Hadithen als höchstes islamisches Gesetz, das als Legitimationsgrundlage der Interpretation und Entwicklung des religiösen Glaubens und Praktiken dient, im Kontrast zu traditionellen Praktiken, wo die Scharia in den religiösen Schulen durch die Ulama angelegt wurde.
Die Muhammadiyah steht dem Synkretismus stark ablehnend gegenüber, der in Indonesien den Islam mit animistischen und hindu-buddhistischen Werten aus der prä-islamischen Zeit verschmelzen lässt und bei Dorfbewohnern verbreitet ist. Des Weiteren stellt sich die Muhammadiyah der Tradition des Sufismus entgegen, der es den sufischen Führern (Scheichs) einräumt, offizielle Autoritäten für Muslime zu sein.

## Fatwa gegen das Rauchen
2010 erließ die Muhammadiya eine Fatwa gegen das Rauchen und wollte zugleich die indonesische Regierung dazu auffordern, das „Anti-Tabak-Rahmenübereinkommen“ der Weltgesundheitsorganisation (WHO) zu ratifizieren. Der Vorsitzende des Fatwakomitees der Muhammadiyah, Yunahar Ilyas, verglich dabei das Rauchen mit Selbstmord und bezeichnete es aus diesem Grund als Haram. Bereits im Januar 2009 hatte auch der Majelis Ulama Indonesia („Indonesischer Rat der Ulama“, der höchste Ausschuss des Islam in Indonesien) eine Fatwa gegen das Rauchen in der Öffentlichkeit erlassen.